# Copytus novaezealandiae
Copytus novaezealandiae is een mosselkreeftjessoort uit de familie van de Neocytherideididae. De wetenschappelijke naam van de soort is voor het eerst geldig gepubliceerd in 1898 door Brady.